# Johann Wilhelm Nahl
Johann Wilhelm Nahl (* 22. Juli 1803 in Kassel; † Juni 1880 ebenda) war ein deutscher Maler, Radierer und Kunstsammler.

## Leben
Nahl ließ sich vor 1818 in Kassel bei seinem Vater Johann August Nahl d. J. ausbilden. Ab 1818 war er Schüler der Kunstakademie in Kassel bei dem Maler Sebastian Weygandt. Zwischen 1823 und 1825 war er mit den Brüdern Georg Zahn und Wilhelm Zahn in Paris, wo er sich als Schüler an die École des Beaux-Arts einschrieb. Ab 1828 arbeitete er wieder in Kassel und erhielt Aufträge von Kurfürst Wilhelm II. von Hessen-Kassel.

## Werk (Auswahl)
- Selbstbildnis, 1823, Bleistift, Verbleib unbekannt (Preime 1943, Abb. 17)
- Porträt Johann August Nahl d. J., Studie, 1823–1825, Öl / Zinkblech, 10,6 × 8,2 cm, Inv. Nr. 1875/1209, Museumslandschaft Hessen Kassel
- Kopie nach Raphael, 1824, Verbleib unbekannt (Hannover, StA)
- Aeneas und Dido nach Pierre Narcisse Guérin, 1824, Öl/Lw, 42,8 × 56 cm, signiert: u.r.: Paris W. Nahl. pinx. 1824, Inv. Nr. AZ 98, Museumslandschaft Hessen Kassel
- Figur nach Gipsen in der Académie, Verbleib unbekannt (Hannover, StA)

## Weblink
- Nahl, Johann Wilhelm. Hessische Biografie. (Stand: 30. September 2024). In: Landesgeschichtliches Informationssystem Hessen (LAGIS).

| Personendaten    | Personendaten                              |
| ---------------- | ------------------------------------------ |
| NAME             | Nahl, Johann Wilhelm                       |
| KURZBESCHREIBUNG | deutscher Maler, Radierer und Kunstsammler |
| GEBURTSDATUM     | 22. Juli 1803                              |
| GEBURTSORT       | Kassel                                     |
| STERBEDATUM      | Juni 1880                                  |
| STERBEORT        | Kassel                                     |